# フェリーあぜりあ
フェリーあぜりあは、神新汽船が運航しているフェリー。

## 概要
あぜりあ丸の代船として内海造船瀬戸田工場で建造され、2014年12月19日に就航した。
鉄道建設・運輸施設整備支援機構の共有建造制度を利用して建造された鉄道・運輸機構との共有船である。伊豆諸島航路唯一のカーフェリーである。

### 航路
- 下田港 - 利島 - 新島 - 式根島 - 神津島 - 下田港

火・金・日は利島から順に、月・木・土は神津島から逆順で寄港する。水曜日は運休となる。また、気象条件により、抜港もしくは運休となる場合がある。

## 設計
船体は三層構造で上から航海船橋甲板、上甲板、第二甲板となっている。航海船橋甲板には操舵室、乗組員区画、旅客区画（一等室・特二等室）、上甲板は旅客区画（二等室）、第二甲板は車両搭載区画が配置されている。
減揺装置としてフィンスタビライザー、大型ビルジキール、アンチローリングタンクを装備する。狭隘な港湾環境に対応してバウスラスター1基、最大舵角70°のシリングラダーを装備する。
伊豆諸島航路の就航船として初めてショアランプを装備しており、左舷船尾に装備されたランプウェイから船内ランプを通じて、ロールオン・ロールオフ方式で車両を第二甲板に搭載する。また、船首甲板がコンテナスペースとなっており、コンテナをデリックによるリフトオン・リフトオフ方式で搭載する。
高齢者、障害者等の移動等の円滑化の促進に関する法律（バリアフリー新法）に基づいて作成された鉄道・運輸機構の旅客船バリアフリーガイドラインに準拠したバリアフリー高度化船である。通常の船内設備に加えて、高齢者や身障者に対応した客室、多機能トイレなどのバリアフリー設備を備える。

## 船内

### 船室
- 一等室
- 特二等室
- 二等室

### 設備
船内に食堂・売店はないが、飲料・カップ麺の自動販売機が設置されている。